# Susong
Susong (en chino, 宿松; pinyin, Sùsōng) es un condado  bajo la administración directa de la Prefectura Anqing en la Provincia de Anhui, República Popular China.  Su área es de 2369 km² y su población total para 2010 superó los 840 mil habitantes. 

## Administración
Desde julio de 2020, el  Condado Susong se divide en 22 pueblos que se administran en 9 poblados y 13  villas.